# Форт-12
Форт-12 — украинский самозарядный пистолет под патрон 9×18 мм ПМ.

## История
Пистолет был разработан в начале 1990-х годов НПО «Форт» по заказу МВД Украины в связи с моральным и физическим устареванием находящихся на вооружении советских пистолетов Макарова. При разработке использовался опыт чешской оружейной фирмы Ceská Zbrojovka. Первая опытная партия пистолетов «Форт-12» была изготовлена в мае 1995 года.
В 1997 году были завершены испытания и опытная эксплуатация пистолетов «Форт-12», в июне 1998 года были завершены опытно-конструкторские работы.
Серийное производство (на станочном оборудовании из Чехии) началось в 1998 году. До 2002 года стволы поставлялись из Чехии.
Пистолеты первых лет выпуска (сделанные до получения станков с ЧПУ) отличала высокая трудоёмкость и материалоёмкость изготовления, они не имели антабки и отличались недостаточной прочностью бойка и оси затворной задержки.
В ходе эксплуатации пистолетов «Форт-12» в подразделениях МВД Украины было установлено, что для них желательно предусмотреть возможность дооборудования тактическим фонарём. 19 октября 2011 года было предложено внести изменения в конструкцию пистолета «Форт-12», сделав на рамке оружия проточки для крепления подствольного тактического фонаря по образцу креплений на пистолете «Форт-14» и включить в нормы положенности отдельных категорий сотрудников органов внутренних дел (на вооружении которых находятся пистолеты этой модели) «специальный фонарь». Научно-исследовательской работе по созданию специального фонаря был присвоен шифр «Криптон». В дальнейшем, пистолеты «Форт-12» начали комплектовать фонарём ЛТ-6А.

## Конструкция
Пистолет полностью (за исключением накладок на рукоятку) сделан из оружейной стали, что обеспечивает ему большой запас прочности.
Работа пистолета основана на принципе отдачи свободного затвора. Ударно-спусковой механизм двойного действия, сделан на основе УСМ пистолетов CZ-75 и CZ-83. Он позволяет стрелять как самовзводом, так и с предварительно взведённого курка. Усилие спускового крючка при стрельбе с предварительно взведённым курком составляет 2,0–3,5 кг, при стрельбе самовзводом — до 7,5 кг.
Ствол изготовлен методом дорнования, в канале ствола первых пистолетов — шесть правых нарезов, затем четыре правых нареза. Канал ствола не хромирован, что делает оружие уязвимым для коррозии.
Предохранитель флажковый, расположен с левой стороны затвора, блокирует затвор, шептало, курок (как в спущенном, так и во взведённом положении), ударник и спусковой крючок.
Магазин металлический, с двухрядным расположением патронов.
Защёлка магазина расположена у основания спусковой скобы, по израсходовании всех патронов пистолет становится на затворную задержку. Это обеспечивает высокую скорость перезарядки при смене магазина, а вкупе с достаточно большой вместимостью магазина — высокую скорострельность.
Целик и мушка снабжены флуоресцентными круглыми метками - для удобства прицеливания в условиях недостаточной освещённости.
Спусковая скоба скопирована с CZ-75, с прямоугольным уступом и поперечной насечкой в передней части — для комфортного удержания оружия двумя руками
«Форт-12» отличается от ПМ улучшенной эргономикой, повышенной точностью стрельбы, меньшей ощущаемой отдачей, большей скорострельностью, большими массой и размерами. Исключение составляет только отражатель, который, по отзывам некоторых стрелков, необходимо было укоротить, чтобы предотвратить его деформацию и клин затвора.
Пистолет «Форт-12» – конструктивно является копией самозарядного пистолета CZ82/83, использовавшегося в армии Чехословакии. Данное оружие с начала 1980-х годов выпускал завод Česká zbrojovka в городе Угерски-Брод в Моравии. Это же предприятие до 2002 года поставляло стволы украинского «Форта-12», так что украинский пистолет вполне может считаться совместной украинско-чешской продукцией.

## Варианты и модификации
- Форт-12Б — бесшумный пистолет под патрон 9×18 мм ПМ, модификация со съёмным удлинённым стволом и съёмным глушителем (т. н. комплект «Форт-4»)[12].
- Форт-12Н — наградной вариант пистолета, выпускается с 1995 года[13][14], до конца 2016 года было вручено 140 наградных пистолетов этого типа[15]
- «Сокол» — спортивный пистолет под патрон 9×18 мм ПМ, с удлиненным до 107,5 мм (за счёт установки дульного тормоза-компенсатора) стволом и регулируемым целиком, оптимизированный под требования IPSC. Снят с производства[16]
- Форт-12 CURZ — модификация под патрон 9×17 мм К.
- Форт-12Г — газовый пистолет под патрон 9 мм P.A.К. (выпуск прекращён)
- Форт-12Р — травматический пистолет (служебная модель) под патрон 9 мм Р. А., имеет гладкий ствол без нарезов, предназначен для сотрудников правоохранительных органов[17]. Выпускается с 1999 года. По заявлению производителя, ресурс пистолета составляет 50 тысяч выстрелов[18].
- Форт-12Т — травматический пистолет (гражданская модель) под патрон 9 мм Р. А., имеет ствол с выступами на внутренней поверхности, которые не позволяют выстрелить из этих пистолетов неэластичной пулей[17].
- Форт-17 — модификация 2004 года с полимерной рамкой из армированного стекловолокном ударопрочного полиамида, отделяемой накладкой на рукояти (допускающей подгонку по руке стрелка) и креплением для установки лазерного целеуказателя. По устройству механизмов идентичен пистолету «Форт-12», но легче (680 г.) и дешевле в производстве[19].

Также, с 2006 до 2014 года в г. Климовск (РФ) из украинских комплектующих собирали травматические пистолеты серии «Форт» под наименованием «Хорхе» («Форт-12Т») и «Хорхе-С» («Форт-12Р»).

## Аксессуары
Пистолет «Форт-12» может комплектоваться тактическим фонарём ЛТ-6А, лазерным целеуказателем и (в варианте «Форт-12Б») — глушителем.
Также, разработаны и выпускаются несколько вариантов кобуры для ношения пистолета «Форт-12».

## Страны-эксплуатанты
- Украина — «Форт-12» в декабре 1998 года был принят на вооружение милиции и внутренних войск Украины[24], поступал на вооружение сотрудников группы «К» ЦСО «А» Службы безопасности Украины[25], подразделений милиции специального назначения «Беркут»[26][27]. В ноябре 2000 года, перед отправкой в состав украинского миротворческого контингента ООН на территории Югославии пистолетами «Форт-12» вооружили сотрудников специального кинологического подразделения МВД Украины (35 человек)[28]. Поступает на вооружение государственной службы охраны[29]. По состоянию на середину 2004 года, пистолетами «Форт» были вооружены 12 % личного состава МВД Украины[5]. По состоянию на конец августа 2009 года, вопрос о массовом перевооружении личного состава вооружённых сил Украины с пистолетов ПМ на пистолеты «Форт-12» не рассматривался[30]. По состоянию на ноябрь 2012 года, некоторое количество пистолетов «Форт-12» имелось на вооружении сотрудников отделов физической защиты налоговой милиции ГНС Украины[31][32]. По состоянию на июль 2014 года, некоторое количество пистолетов имелось на вооружении спецподразделения «Грифон» судебной милиции МВД Украины[33]
- Казахстан — в феврале 1999 года министр внутренних дел Украины, генерал внутренней службы Ю. Ф. Кравченко сообщил, что небольшая партия пистолетов «Форт-12» была отправлена в Казахстан, для министерства внутренних дел Республики Казахстан[34]
- Узбекистан — в октябре 2000 года был подписан контракт о поставке партии пистолетов в Узбекистан[35] (они были предложены для МВД Узбекистана)[36]
- Россия — некоторое количество пистолетов было захвачено в марте 2014 года в результате аннексии Крыма  — на сторону РФ перешёл симферопольский отряд спецподразделения МВД Украины «Беркут»[37], который получил пистолеты «Форт-12» в октябре 1999 года[7];. Подразделение продолжило службу в качестве подразделения Министерства внутренних дел Российской Федерации[38], а затем — Росгвардии[39].

## Разборка и сборка

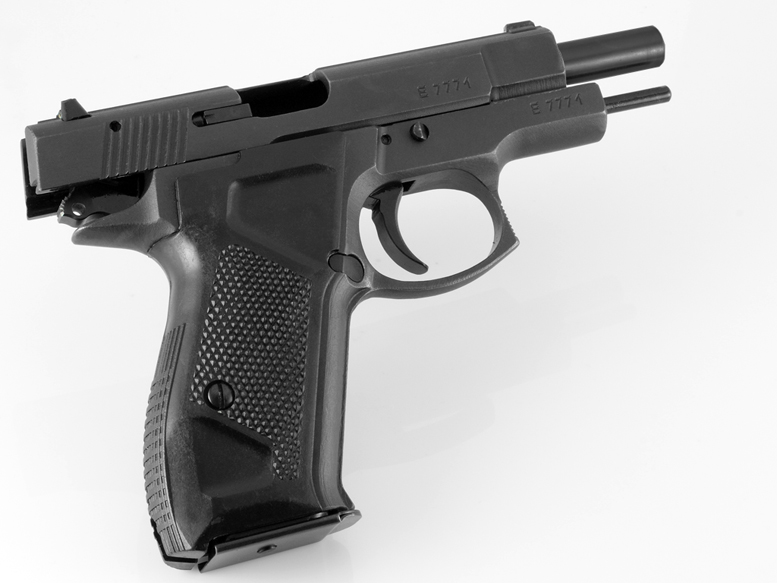
Форт-12 на затворной задержке

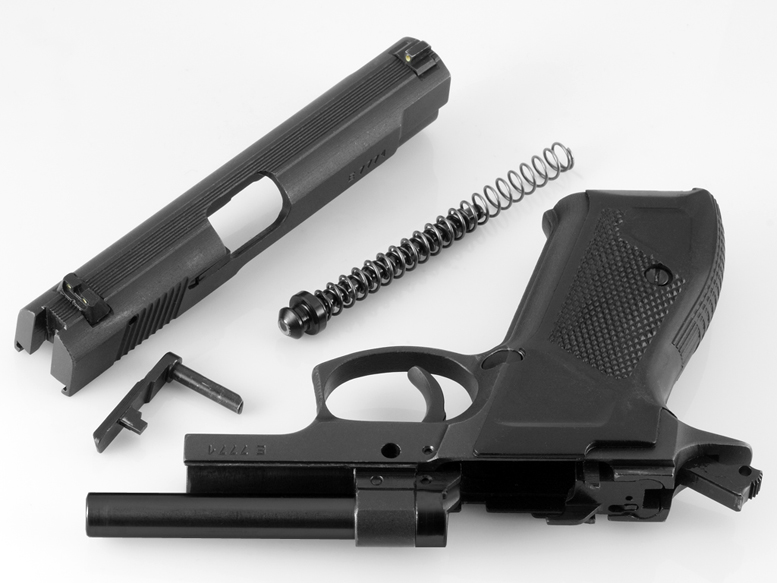
Форт-12 неполная разборка

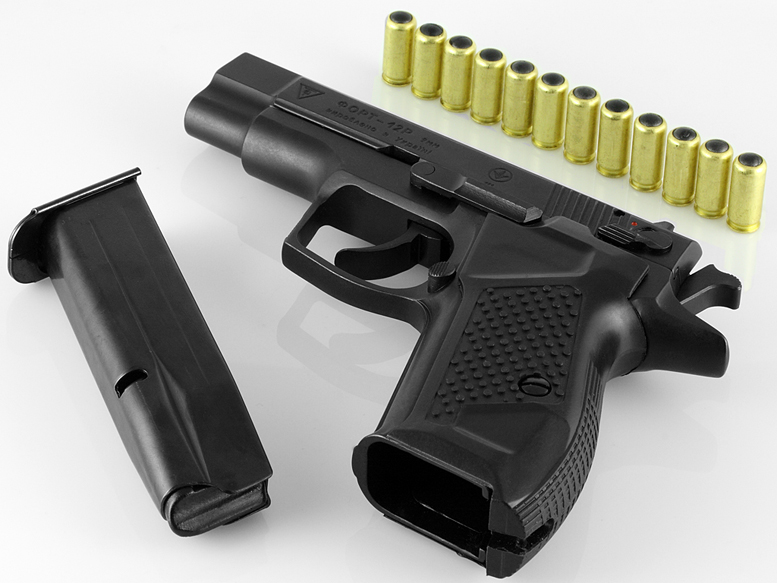
Форт-12Р, магазин извлечён

Для выполнения неполной разборки пистолета «Форт-12» необходимо:
1. Убедиться в том, что оружие разряжено. Для этого необходимо извлечь магазин, отвести назад затвор и осмотреть патронник.
2. Магазином или шомполом надавить на ось затворной задержки с правой стороны.
3. Отделить затворную задержку, потянув за неё с левой стороны.
4. Отделить затвор. Для этого отвести затвор в крайнее заднее положение, поднять его задний конец и сместить его вперёд, снимая со ствола.
5. Вытащить возвратную пружину и её направляющую.

Сборка пистолета производится в обратном порядке. После сборки необходимо провести осмотр:
1. Спустить курок, включить предохранитель. Затвор, курок и спусковой крючок должны быть заблокированы.
2. Выключить предохранитель, взвести курок, включить предохранитель. Затвор, курок и спусковой крючок должны быть заблокированы.
3. Выключить предохранитель, провести холостой спуск.
4. Вставить магазин, проверить надёжность его фиксации.